# Георгиевская скала
Гео́ргиевская скала́ (скала́ Свято́го Явле́ния укр. Ске́ля свято́го Явле́ння) — надводная скала в виде маленького острова в 1,5 км к востоку от оконечности мыса Фиолент и в 120 м от берега Яшмового пляжа в Балаклавском районе Севастополя.

## История
Название получила от того, что по преданию, в 891 году здесь терпящим бедствие греческим рыбакам явился Святой Георгий Победоносец, на скале была найдена его икона, и в том же году на побережье основан Свято-Георгиевский монастырь.
В 1891 году на скале был установлен крест на постаменте из белого мрамора. В 1920-е годы крест сняли. 14 сентября 1991 в Свято-Никольской церкви (на Братском кладбище в Севастополе) был освящён новый семиметровый металлический крест, весом в 1400 кг, который при поддержке Черноморского флота ВМФ России был установлен на скале святого Явления. В ноябре 2018 года металлический крест упал во время штормов. В июле 2019 года установлен новый, мраморный крест (каркас из металла) с гранитным основанием. Церемония освящения нового креста состоялась 24 июля 2019 года. Высота креста — восемь метров. При установке в скале сделано двухметровое углубление.